# Otto Gabrielsson
Otto Gabrielsson, född 28 december 1981 i Boo församling i Stockholms län, är en svensk författare.
Han är son till författaren Jörn Donner och filmproducenten Lisbet Gabrielsson samt på faderns sida halvbror till Johan Donner samt Rafael Donner. 
Gabrielsson växte upp med en längtan efter sin far och önskan att denne skulle höra av sig eller besvara sin sons kontaktförsök. År 2020 författardebuterade han med boken Vildhavre – Sista brevet till pappa som handlar om att växa upp som förskjuten son till Jörn Donner och känslorna inför att de båda yngre halvbröderna fick växa upp med sin far.
Gabrielsson är legitimerad psykolog från Karolinska Institutet i Solna. Han har tidigare studerat bland annat religions- och teatervetenskap.